# 東京臨海高速鐵道
東京臨海高速鐵道（日语：／ Tōkyō Rinkai Kōsoku Tetsudō */?），簡稱東臨，縮寫TWR，是日本一家由東京都（佔股權90%以上）及品川區、JR東日本等股東出資設立的第三部門鐵路公司，主要經營臨海線這條鐵路線。

## 歷史
東京臨海高速鐵道經營的臨海線是是貨運線東京外環線京葉線計畫的一部分，但鐵路貨運需求自1970年代以來逐步減少，京葉線因為轉移為客運線路而將新木場後的路線從大井方向更改為往東京站，而在計劃更改之前已在建設中的新木場和東京貨物總站之間的路線成為未成線。
1991年為了即將舉辦的世界城市博覽會，東京都決定利用東京外環線未成線新木場 - 大井町，並引入大崎站，做為接駁交通。1996年3月30日新木場至東京電訊之間的第1期區間通車，路線名稱為「臨海副都心線」；2000年路線名由臨海副都心線改為臨海線；2002年12月1日臨海線全線開業，並同時開始與JR東日本埼京線的列車直通運行。
2014年8月，有報道稱JR東日本正在就收購東京都政府和其他實體持有的，與JR東日本羽田機場Access線計劃相關的公司之股份進行談判。在羽田機場Access線計劃中，臨海線將擴建既有的列車回送線，與臨海線主線銜接，並與京葉線直通運行。
2024年2月，获得了都心至临海地铁线的经营权，国际展示场站预计会成为同新线的换乘车站。

## 路線列表
| 記號 | 中文線名 | 日文線名 | 起點           | 終點         | 距離（公里） |
| ---- | -------- | -------- | -------------- | ------------ | ------------ |
| R    | 臨海線   |          | 新木場（R-01） | 大崎（R-08） | 12.2         |

## 車輛

### 自社車輛
- 70-000系

### JR東日本直通運轉車輛
- E233系7000番台

## 經營狀況
東京臨海高速鐵道初期經營狀況之前不佳，但隨著沿線的台場、品川灣、江東灣地區的開發進展，旅客數量不斷增加，運輸收入穩定成長，2006財年，該公司自1996年開業以來首次實現營業利潤。2012年結算營餘達40億3900萬日圓，之後歷年均獲利。

## 外部連結
- 東京臨海高速鐵道 （页面存档备份，存于）（日語）
- 臨海副都心城市規劃協議會（日語）